# Observatoire Gemini
Pour les articles homonymes, voir Gemini.
L'observatoire Gemini est un observatoire astronomique constitué de deux télescopes de 8 mètres, un pour chaque hémisphère. Les télescopes ont été financés par un consortium d'institutions provenant de sept pays : les États-Unis, le Royaume-Uni, le Canada, le Brésil, l'Argentine, le Chili et l'Australie. L'observatoire est géré par l'Association of Universities for Research in Astronomy (AURA). Les bureaux de l'observatoire sont situés à Hilo, sur la Grande Île d'Hawaï, et à La Serena, au Chili. Le Royaume-Uni s'est retiré du consortium le 29 janvier 2008. En 2014, son directeur est Markus Kissler-Patig.

## Conception
Chaque télescope Gemini est constitué d'un miroir en céramique haute performance, fourni par Corning Glass. Ce miroir d'un diamètre de 8,1 mètres a une épaisseur de 20 centimètres, pour une masse de 22,2 tonnes. Ces miroirs, surnommés Lucky Luke et Jolly Jumper, furent polis chez REOSC à Saint-Pierre-du-Perray avec leurs 4 miroirs cousins (Joe, Jack, William et Averell) du VLT. La déformation d'un miroir est corrigée par un ensemble de 120 actionneurs.
(Voir Optique active)

## Gemini North

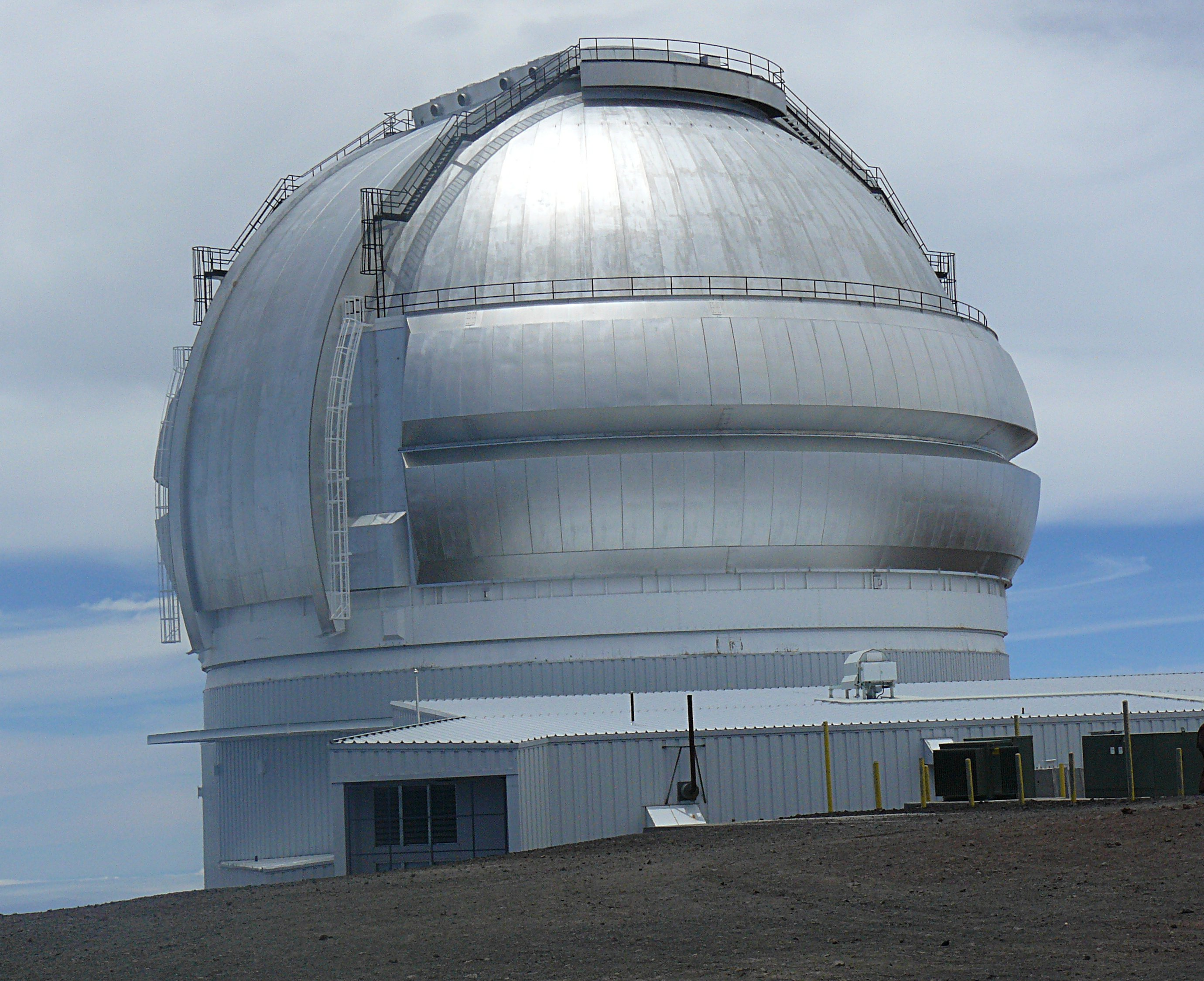
Télescope Gemini North sur le Mauna Kea (Hawaii)

Le premier des deux télescopes, Gemini North, a été achevé en 1999 et a commencé ses observations scientifiques en 2000 ; il est situé sur le Mauna Kea à une altitude de 4 205 m. Il a été baptisé  Frederick C. Gillett telescope.

## Gemini South

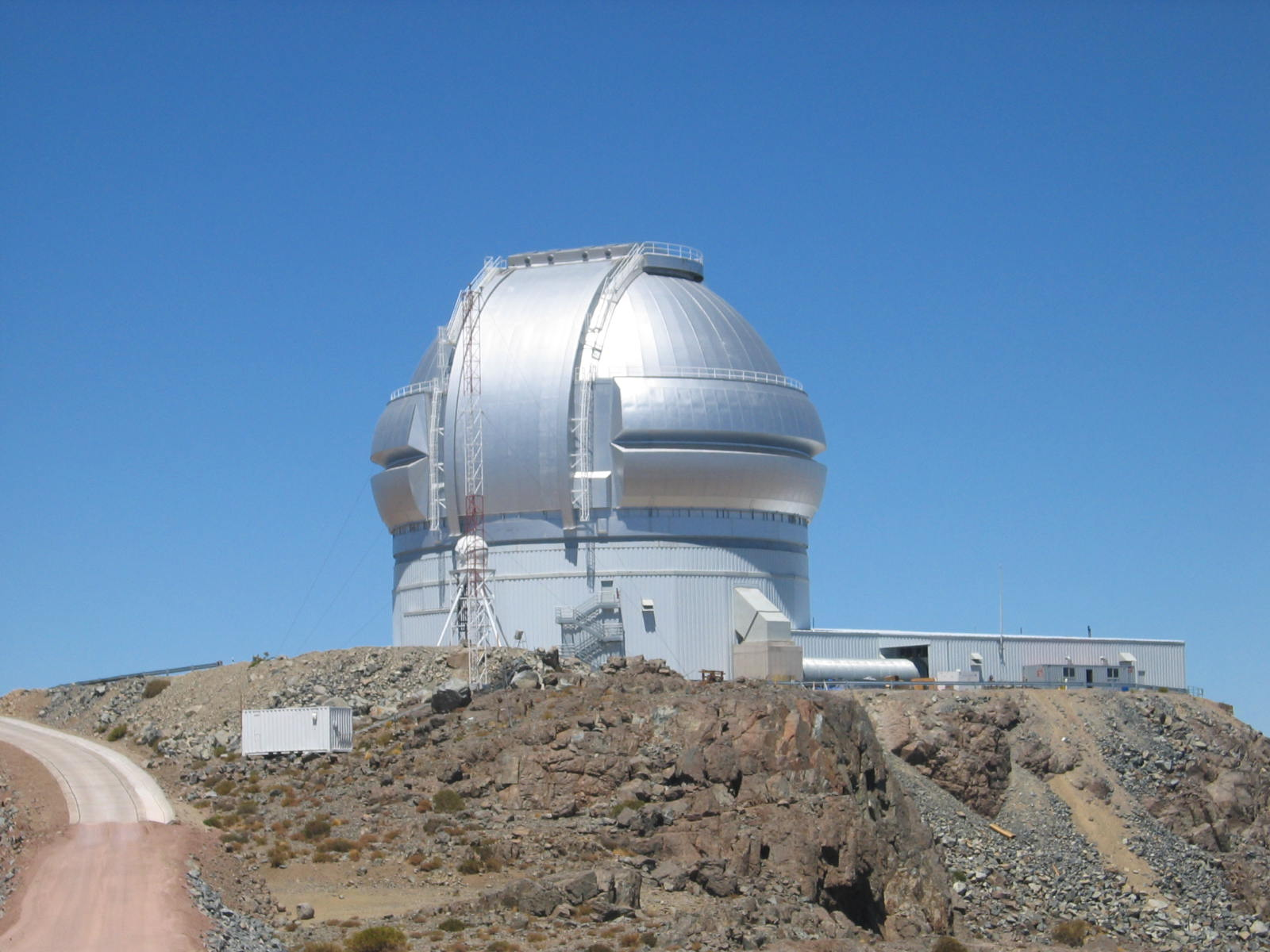
Télescope Gemini South sur le Cerro Pachon (Chili)

Le second télescope, Gemini South, est situé à 2 715 m sur le Cerro Pachón non loin du télescope SOAR. Ils sont situés à une dizaine de kilomètres au sud de l'observatoire interaméricain du Cerro Tololo (CTIO) avec lequel ils partagent certaines infrastructures. Le télescope a vu ses premières lumières en 2000.
Il s'est doté d'un instrument doté d'une optique adaptative, le Gemini Planet Imager (GPI), pour observer les exoplanètes ou leurs disques de poussière précurseurs en imagerie directe. Il détecte la radiation en infrarouge, c'est-à-dire la chaleur émise par les jeunes planètes géantes de type Jupiter, et peut analyser leur spectre électromagnétique. Pour ses premières lumières en novembre 2013, le GPI a produit une image de la planète Beta Pictoris b.

## Administration
Les bureaux internationaux de l'observatoire sont situés à Hilo, Hawaï, sur le campus de l'université d'Hawaï. Les bureaux de l'observatoire Gemini au Chili partagent un campus avec ceux du CTIO et de SOAR dans la ville de La Serena, à une soixantaine de kilomètres du télescope lui-même.

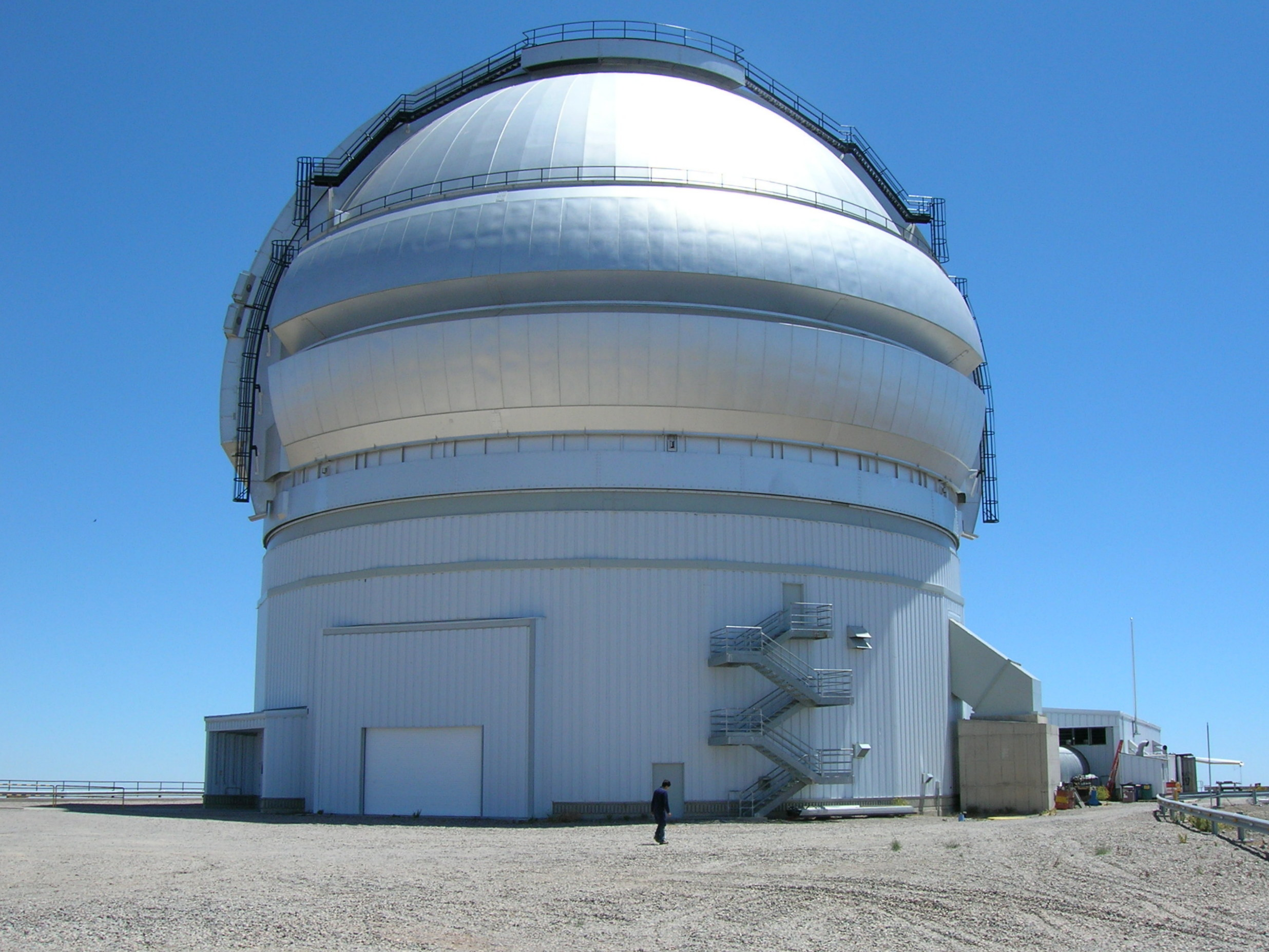
Coupole du télescope Gemini Sud, cerro Pachón (Chili), 2715 m.

## Observations
Ces deux télescopes permettent aux astronomes des pays partenaires d'observer la totalité du ciel. Ces télescopes sont parmi les plus grands observatoires astronomiques observant dans le visible et l'infrarouge. Il s'agit des seuls télescopes de 8 m accessibles à la majorité des astronomes des pays partenaires. L'observatoire maintient et développe un important parc d'instruments, dont un système d'optique adaptative utilisant des étoiles-guide lasers qui permettent une correction de la turbulence atmosphérique en temps réel. La majorité des observations faites à Gemini se font en mode 'queue' ; dans ce mode les observations sont faites au moment où les conditions atmosphériques sont les plus appropriées pour exécuter le programme d'observation. Ce mode d'observation permet une utilisation optimale du temps de télescope et évite aux astronomes ayant des observations en cours d'avoir à se déplacer.
On estime que la construction des télescopes a coûté environ 184 millions de dollars et qu'une nuit d'observation vaut 40 000 $.